# Darren van der Lek
Darren van der Lek  is een Nederlands musicalacteur, zanger, stemacteur en poppenspeler.

## Biografie
Van der Lek begon zijn carrière na een studie aan de Frank Sanders Akademie voor Musicaltheater te Amsterdam, waar hij les kreeg van onder meer Frank Sanders, Lieneke Le Roux, Marjolijn Touw en Doris Baaten.
Van 2021 tot 2023 vertolkte hij de rol van Iago in "Disney’s Aladdin de Musical," waarvoor hij werd genomineerd voor een Musical Award voor Beste Mannelijke Bijrol.
Naast zijn carrière als musicalacteur, is Darren van der Lek ook actief als voice-over voor animatieseries en reclames, en als poppenspeler.

## Theater
| Jaar        | Titel                                                | Rol                               | Producent                             |
| ----------- | ---------------------------------------------------- | --------------------------------- | ------------------------------------- |
| 2012 - 2013 | Sprookjesboom de musical een gi-ga-gantisch avontuur | Langnek, Ezel, Kabouter Ko, Fakir | Efteling theaterproducties            |
| 2014 - 2015 | Klaas Vaak de musical                                | Nachtschade                       | Efteling theaterproducties            |
| 2015 - 2016 | Sprookjesboom er was eens..                          | Poppenspeler                      | Efteling theaterproducties            |
| 2017 - 2018 | On your feet!                                        | Zang Swing                        | Stage Entertainment                   |
| 2018 - 2019 | Woezel & Pip en de tijdmachine                       | Charlie                           | Van Hoorne Studio's                   |
| 2019 - 2020 | Paw Patrol Live!                                     | Ryder                             | Van Hoorne Studio's                   |
| 2019 - 2020 | Aida in concert                                      | Ensemble                          | Stage Entertainment                   |
| 2019 - 2020 | Kinky Boots                                          | Referee Angel                     | De Graaf en Cornelissen Entertainment |
| 2022 - 2023 | Disney's Aladdin de musical                          | Iago                              | Stage Entertainment                   |
| 2024 - 2025 | Shrek de musical                                     | Heer Farquaad                     | Van Hoorne Studio's                   |

## Televisie
- Woezel en Pip de vriendjesclub, Videoland
- The voice of Holland
- Efteling droomklus
- Lotto, een huis voor je ouders
- Wat een poppenkast, Sbs6

## Nominaties
- Musical Awards 2025: Winnaar Beste mannelijke bijrol in een grote musical voor zijn rol als Heer Farquaad in Shrek de musical
- Musical Awards 2022: Nominatie Beste mannelijke bijrol in een grote musical voor zijn rol als Iago in Disney's Aladdin de musical